# Boutte du Cap Park
Het Boutte du Cap Park (Frans: Parc du Boutte du Cap) is een park aan de westkust van het eiland Newfoundland in de Canadese provincie Newfoundland en Labrador. Het park bevindt zich aan Cape St. George, de westelijke kaap van het schiereiland Port au Port. 

## Ligging
Het Boutte du Cap Park is een gemeentelijk en vrij toegankelijk park dat gelegen is in de gemeente Cape St. George, rondom de gelijknamige kaap in de Saint Lawrencebaai. De ingang bevindt zich aan het eindpunt van provinciale route 460. Het park maakt deel uit van het traditionele gebied van de Mi'kmaq van Port au Port.

## Omschrijving
Het park biedt bezoekers uitzichten over de ruwe kustlijn en kliffen van en rondom Cape St. George, evenals de vele zeevogels en walvissen die tot dicht bij de kust komen.
Het park huisvest het enige Acadische monument van Newfoundland en Labrador en biedt zowel Engelstalige als Franstalige faciliteiten aan. Er bevindt zich een traditionele bakoven die bezoekers vrij mogen gebruiken. Van eind juli tot begin oktober zijn er (behalve op zondag) dagelijks demonstraties inclusief gratis proeven van het brood.

## Galerij

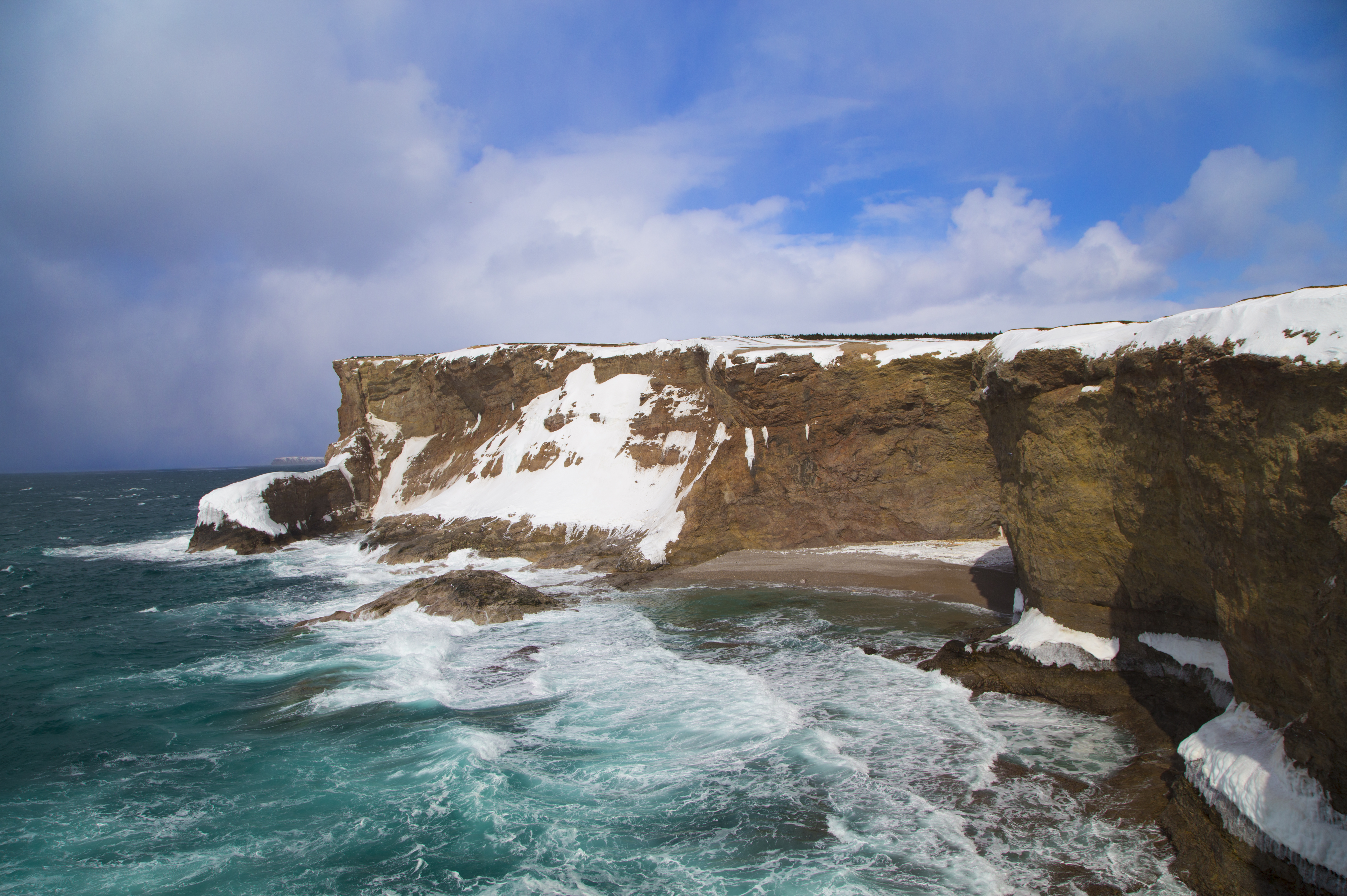
Zicht op de kust vanaf het Breadcrumb Trail
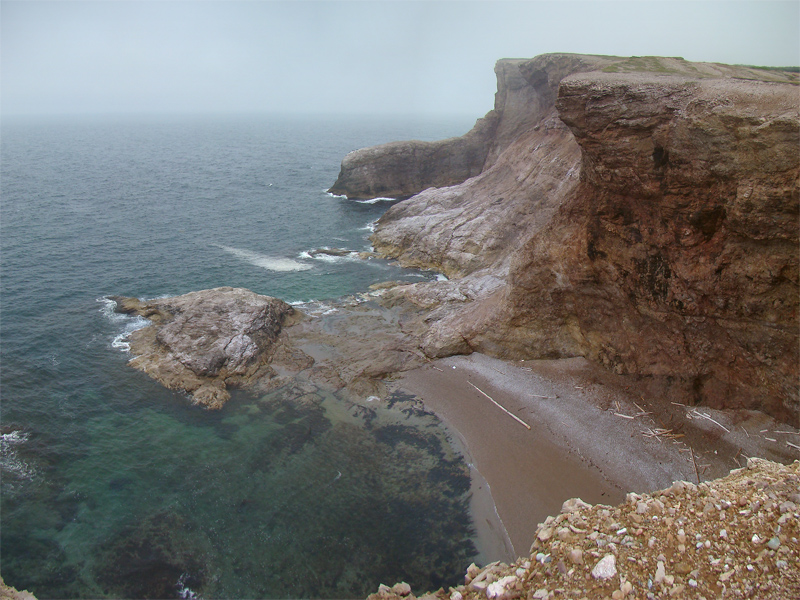
Close-up van een gedeelte van Cape St. George
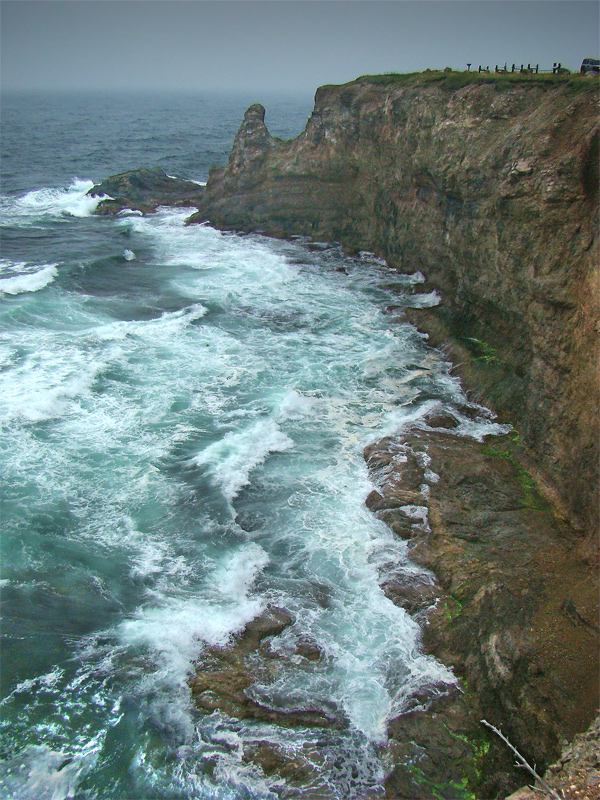
Ruwe zee met de kaap in de achtergrond